# Paragiopagurus ruticheles
Paragiopagurus ruticheles is een tienpotigensoort uit de familie van de Parapaguridae. De wetenschappelijke naam van de soort is voor het eerst geldig gepubliceerd in 1891 door Alphonse Milne-Edwards.